# Kacper Muszyński
Kacper Muszyński (ur. 11 października 1997 w Polkowicach) – polski kick-bokser wagi lekkiej. Aktualnie związany z japońską organizacją K-1. Od września 2024 roku jest rankingowany na 6 miejscu na świecie zawodników wagi lekkiej.

## Kariera kick-bokserska

### K-1
Do rankingu najlepszych zawodników kategorii lekkiej wskoczył doprowadzając do liczenia i ostatecznie pokonując jednogłośnie na punkty Stoyana Koprivleńskiego, ówczesnego nr 7 w tym samym rankingu i nr 2 w rankingu Glory w rundzie kwalifikacyjnej do turnieju K-1 Max World Grand Prix.
Muszyński turniej K-1 World Grand Prix, zakończył w półfinale, wygrywając jednogłośnie na punkty w ćwierćfinale z Zhorą Akopyanem, jednak okupując to zwycięstwo kontuzją ręki i wycofując się z dalszej rywalizacji. Zwycięzcą turnieju został Stoyan Koprivlenski, który powrócił do turnieju zastępując również kontuzjowanego aktualnego mistrza K-1 Ouyana Fenga. Muszyński wycofał się w dalszej rywalizacji w turnieju z powodu kontuzji. 
14 grudnia 2024 podczas finału turnieju K-1 WGP Openweight, pokonał aktualnego mistrza świata ISKA kategorii lekkiej, Valentina Mavrodina, doprowadzając Rumuna do dwóch liczeń i ostatecznie stopując go w trzeciej rundzie pojedynku.
13 lipca 2025 roku podczas gali K‑1 Dontaku w Fukuoce, znokautował chińskiego zawodnika Chena Yonghui kopnięciem w korpus w drugiej rundzie.

## Osiągnięcia i nagrody

### Kickboxing
Amatorskie
- Polska Federacja Kickboxingu
  - 2013: Puchar Polski Juniorów K-1 - 3. miejsce (-63,5 kg)
  - 2013: Międzynarodowy Otwarty Puchar Polski, Zasady K-1 - 1. miejsce (-63,5 kg)[8]
  - 2013: Puchar Polski Juniorów Low Kick - 2. miejsce (-63,5 kg)[9][10]
  - 2014: Mistrzostwa Polski Low Kick - 1. miejsce (-71 kg)[9][11]
  - 2014: Mistrzostwa Polski Juniorów Oriental Rules - 1. miejsce (-67 kg)[12]
  - 2014: Mistrzostwa Polski Full Contact - 1. miejsce (-71 kg)[9][13]
  - 2015: Mistrzostwa Polski Juniorów Low Kick - 2. miejsce (-71 kg)[14]
  - 2016: Mistrzostwa Polski Juniorów Low Kick - 1. miejsce (-75 kg)[15]
  - 2016: Mistrzostwa Polski Juniorów K-1 - 1. miejsce (-71 kg)[16]
  - 2019: Mistrzostwa Polski K-1 – 1. miejsce i zdobywca nagrody MVP (-75 kg)[17]
  - 2019: Mistrzostwa Polski Low Kick - 1. miejsce (-75 kg)[18]
  - 2019: Grand Prix Jurassic Warriors II K-1 – 1. miejsce (-75 kg)[19]
- Światowe Stowarzyszenie Organizacji Kickboxingu
  - 2013: Zwycięzca Pucharu Świata Juniorów WAKO w Segedynie[20]
  - 2013: Mistrzostwa Europy WAKO Junior K-1 -63,5 kg [21]
  - 2014: Mistrzostwa Świata Juniorów WAKO, K-1 Junior (-67 kg) [22]
  - 2016: Mistrzostwa Świata Juniorów WAKO, K-1 Junior Starszy (-67 kg) 
  - 2018: Puchar Świata Austriaków WAKO, K-1 (-75 kg) [23]

Zawodowe
- 2016: Mistrz Polski WFMC w wadze lekkiej[24]
- Makowski Fighting Championship
  - 2019: Mistrz MFC w wadze lekkiej[25]
- Iron Fight
  - 2024: Mistrz Iron Fight w wadze lekkiej[26][27]
- K-1 World MAX
  - 2024: Półfinalista turnieju K-1 World MAX 2024 – World Championship w wadze lekkiej[28]
- Beyond Kickboxing
  - 2025: Wyróżnienie w kategorii "Objawienie Roku" (2024) według Beyond Kickickboxing[29][30]

## Lista zawodowych walk w kickboxingu
| Wynik     | Bilans | Przeciwnik          | Rozstrzygnięcie                          | Runda | Czas | Rozgrywki                                               | Data       | Miejsce      | Uwagi |
| --------- | ------ | ------------------- | ---------------------------------------- | ----- | ---- | ------------------------------------------------------- | ---------- | ------------ | --- |
| Wygrana   | 23-1-1 | Chen Yonghui        | KO (kopnięcie na korpus)                 | 2     | 2:01 | K-1 Dontaku                                             | 13.07.2025 | Fukuoka      | Limit umowny -73 kg. |
| Wygrana   | 22-1-1 | Valentin Mavrodin   | TKO (przerwanie przez sędziego)          | 3     | 2:08 | K-1 World MAX 2024: World Championship Tournament Final | 14.12.2024 | Tokio        | Limit umowny -71.5 kg. |
| Wygrana   | 21-1-1 | Zhora Akopyan       | Decyzja (jednogłośna)                    | 3     | 3:00 | K-1 World MAX 2024: World Championship Tournament Final | 07.07.2024 | Tokio        | Ćwierćfinał turnieju K-1 World MAX 2024 – World Championship w wadze lekkiej. Muszyński wycofał się z dalszego udziału w turnieju z powodu kontuzji. |
| Wygrana   | 20-1-1 | Stoyan Koprivlenski | Decyzja (jednogłośna)                    | 3     | 3:00 | K-1 World MAX 2024: World Tournament Opening Round      | 20.03.2024 | Tokio        | Zakwalfikował się do turnieju K-1 World MAX 2024 – World Championship w wadze lekkiej.                                                               |
| Wygrana   | 19-1-1 | Jordy Beekwilder    | Decyzja (jednogłośna)                    | 3     | 3:00 | Iron Fight 24: Tournament Final                         | 24.02.2024 | Pordenone    | Zwyciężył turniej Iron Fight w wadze lekkiej. |
| Wygrana   | 18-1-1 | Călin Petrișor      | Decyzja (jednogłośna)                    | 3     | 3:00 | Iron Fight 24: Tournament Final                         | 24.02.2024 | Pordenone    | Półfinał turnieju Iron Fight w wadze lekkiej. |
| Wygrana   | 17-1-1 | Anghel Cardoș       | Decyzja (jednogłośna)                    | 3     | 3:00 | MFG 6                                                   | 10.07.2023 | Polkowice    | |
| Wygrana   | 16-1-1 | Roland Tresó        | Decyzja (jednogłośna)                    | 3     | 3:00 | MFG 3                                                   | 19.03.2022 | Lubin        | |
| Wygrana   | 15-1-1 | Zsolt Szamkó        | TKO (niezdolność do kontynuowania walki) | 1     | 3:00 | MFG 2                                                   | 22.01.2022 | Polkowice    | |
| Wygrana   | 14-1-1 | Jan Sindelar        | Decyzja (jednogłośna)                    | 3     | 3:00 | Makowski Fighting Championship 18                       | 03.10.2020 | Zielona Góra | |
| Wygrana   | 13-1-1 | Miroslav Smolar     | KO (kolano)                              | 1     | N/A  | Makowski Fighting Championship 17                       | 14.12.2019 | Nowa Sól     | Zdobył pas MFC w wadze lekkiej. |
| Wygrana   | 12-1-1 | Angelo Urrutia      | Decyzja (jednogłośna)                    | 3     | 3:00 | Makowski Fighting Championship 16                       | 05.10.2019 | Nowa Sól     | |
| Wygrana   | 11-1-1 | Vahit Ipek          | Decyzja (jednogłośna)                    | 3     | 3:00 | Makowski Fighting Championship 15                       | 15.12.2018 | Nowa Sól     | |
| Wygrana   | 10-1-1 | Tomas Drabnik       | Decyzja (jednogłośna)                    | 3     | 3:00 | Makowski Fighting Championship 14                       | 22.09.2018 | Zielona Góra | |
| Przegrana | 9-1-1  | Milan Paverka       | Decyzja (niejednogłośna)                 | 3     | 3:00 | Ironsports Fight Night                                  | 01.04.2018 | Niska        | |
| Remis     | 9-0-1  | Fabian Hundt        | Remis                                    | 3     | 3:00 | Makowski Fighting Championship 13                       | 16.12.2017 | Nowa Sól     | |
| Wygrana   | 9-0    | Kamil Stefański     | TKO                                      | 1     | N/A  | Extreme Energy Time II                                  | 02.12.2017 | Polkowice    | |
| Wygrana   | 8-0    | Alan Kwieciński     | Decyzja (jednogłośna)                    | 3     | 3:00 | Extreme Energy Time I                                   | 22.04.2017 | Legnica      | |
| Wygrana   | 7-0    | Łukasz Szecówka     | Decyzja (jednogłośna)                    | 3     | 3:00 | Jaworska Gala Sztuk Walki IV                            | 25.03.2017 | Jawor        | |
| Wygrana   | 6-0    | Alex Głowacki       | TKO (niskie kopnięcia)                   | 3     | N/A  | K-1 Night of Champions                                  | 05.02.2017 | Kłodzko      | |
| Wygrana   | 5-0    | Tomas Horvath       | KO (rozcięcie)                           | 1     | 2:59 | Energetyk Boxing Night 4                                | 19.11.2016 | Polkowice    | Zdobył pas Mistrza Polski WFMC w wadze lekkiej. |
| Wygrana   | 4-0    | Mateusz Wojna       | Decyzja (jednogłośna)                    | 3     | 3:00 | Jaworska Gala Sztuk Walki III                           | 19.03.2016 | Jawor        | |
| Wygrana   | 3-0    | Maciej Drajer       | Decyzja (jednogłośna)                    | 2     | 3:00 | Hyundai Boxing Night                                    | 21.11.2015 | Polkowice    | |
| Wygrana   | 2-0    | Memo Basturg        | TKO (niezdolność do kontynuowania walki) | 1     | 3:00 | WFMC Pro Fight IV                                       | 17.09.2015 | Żagań        | |
| Wygrana   | 1-0    | Łukasz Sawicki      | Decyzja (jednogłośna)                    | 3     | 3:00 | Gala Sportów Walki w Polkowicach                        | 18.10.2014 | Polkowice    | |

## Lista walk w MMA
| Wynik   | Bilans | Przeciwnik (bilans przed walką) | Rozstrzygnięcie       | Runda | Czas | Rozgrywki               | Data       | Miejsce   | Uwagi      |
| ------- | ------ | ------------------------------- | --------------------- | ----- | ---- | ----------------------- | ---------- | --------- | ---------- |
| Wygrana | 1-0    | Władysław Biłorus (1-2)         | TKO (ciosy pięściami) | 1     |      | Muszyński Fight Group 4 | 25.09.2022 | Polkowice | Main Event |